# 메디힐 밀레니엄 여자최강전
메디힐 밀레니엄 여자최강전은 글로벌 코스메틱 기업 엘앤피코스메틱이 후원하며, 한국기원이 주최ㆍ주관하는 이 대회는 2000년 이후 출생한 여성 프로기사와 여성 연구생만 참여할 수 있는 신예 여성 바둑 대회다.

## 대회 방식
- 한국기원 소속 여성 프로기사 15명과 여성 연구생 1명 등 총 16명이 참가한다.
- 16명이 4개조의 더블 일리미네이션으로 8명을 가린 후 결승까지 단판 토너먼트로 우승 경쟁을 벌인다.

## 대국 규정
- 제한 시간 각자 30분 40초 초읽기 3회.

## 대회 상금
- 우승 상금 500만원, 준우승 상금 300만원

## 역대 우승자
| 회수 | 연도 | 우승        | 전적 | 준우승      |
| ---- | ---- | ----------- | ---- | ----------- |
| 1    | 2022 | 김효영 初단 | 1-0  | 김민서 初단 |